# Emilia (sacerdotisa)
Emilia  fue una virgen vestal legendaria que, mientras cuidaba de que el fuego sagrado de la diosa Vesta no se extinguiese, se quedó dormida. Cuando se despertó, imploró sollozando a la diosa del hogar que lo hiciese revivir. Entonces, milagrosamente, Emilia observó como una pequeña parte de su túnica se había quemado con los rescoldos del fuego y que todavía conservaba calor. Fue entonces como consiguió reavivarlo.